# Montclair (New Jersey)
Montclair township az USA New Jersey állam Essex megyéjében. Lakosainak száma 40 921 fő (2020. április 1.).

## Népesség
A település népességének változása:
| Lakosok száma | 2853 | 37 669 | 40 921 |
|               | 1870 | 2010   | 2020   |